# Großsteingrab Langen (Geestland)
Das Großsteingrab Langen (auch Ritzerberg genannt) ist eine mögliche Grabanlage der jungsteinzeitlichen Trichterbecherkultur auf dem Gebiet der Ortschaft Langen der Stadt Geestland im Landkreis Cuxhaven, Niedersachsen.
Der Heimatbund der Männer vom Morgenstern mit Sitz in Bremerhaven führt in seinem Wappen das Großsteingrab Langen.

## Lage
Das Grab befindet sich im Süden von Langen an der Südseite der Straße Am Dolmen mitten in einem Wohngebiet.

## Beschreibung

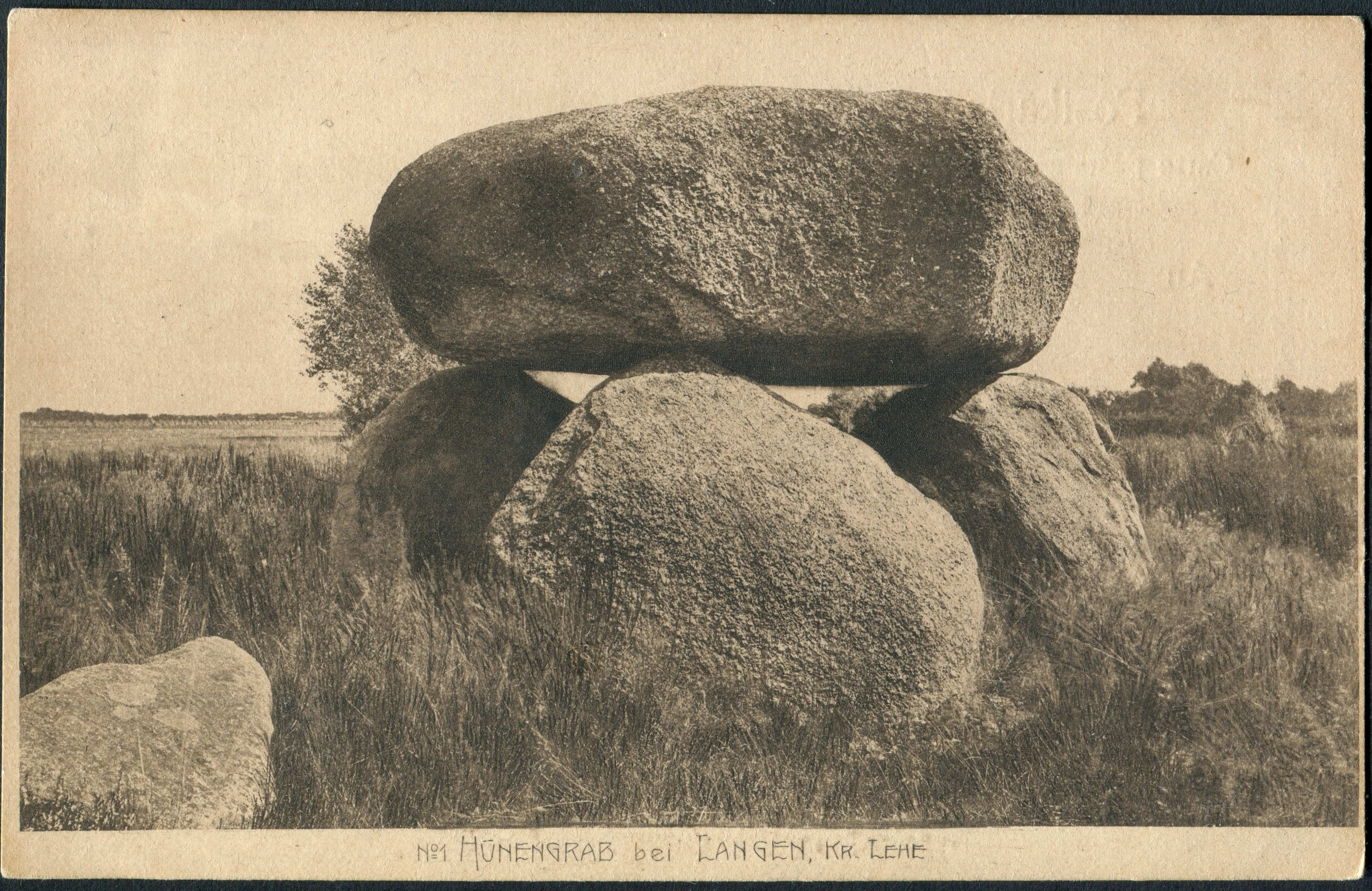
Das Großsteingrab auf freier Flur;
Lichtdruck-Postkarte, Paul Feldheim, um 1900

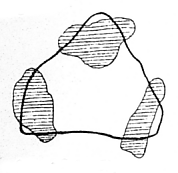
Grundriss des Grabes im rekonstruierten Zustand nach Lienau

Es ist nicht sicher, ob es sich bei dem heute in Langen stehenden Monument tatsächlich um die Reste eines Großsteingrabes handelt. Diese wurden 1849 entdeckt, als der Ritzerberg abgetragen wurde. Hierbei wurde das meiste Material ohne Dokumentation entfernt. In seiner heutigen Gestalt befindet sich die Anlage erst seit den 1880er Jahren. Damals wurde der vorher abgewälzte Deckstein wieder auf die Wandsteine gesetzt. Auch ein oder zwei der insgesamt vier noch vorhandenen Wandsteine wurden erst zu dieser Zeit an ihrer aktuellen Position aufgestellt. Der Deckstein weist einige Näpfchen auf.
Die Einschätzungen, ob es sich tatsächlich um ein Großsteingrab handelt, sind unterschiedlich. Während sich Hugo Mötefindt dafür aussprach, zeigten sich Sophus Müller und Ernst Sprockhoff aufgrund der Stellung der Wandsteine eher skeptisch.